# Ruzzo
A Ruzzo egy olaszországi patak, mely a Gran Sasso d’Italia egyik csúcsának, a Monte Prenának (2560 m) a lejtőiről ered. A Mavone egyik mellékvize. Rövid, mindössze 8 km-es folyása mentén több látványos vízesés is található.